# Медаль Свободы (Норвегия)
Медаль Свободы короля Хокона VII – государственная награда Королевства Норвегия.

## История
Медаль Свободы была учреждена Указом короля Норвегии Хокона VII 18 мая 1945 года совместно с другой наградой – Крестом Свободы короля Хокона VII.
Медаль вручалась за выдающиеся заслуги в военное время норвежского и союзнического военного персонала и гражданских лиц, не связанных с военными действиями.

## Описание
Медаль круглой формы из бронзы.
Аверс несёт на себе коронованную монограмму Хокона VII, наложенную на букву «V» (victory – победа). Монограмма окружена кругом из точек, отделяющих кайму, на которой две надписи, разделённые крестами: вверху – «ALT FOR NORGE», внизу – «1940-1945».
На реверсе – венок из дубовых ветвей.
Медаль при помощи переходного звена в виде развивающейся ленты крепится к шёлковой муаровой ленте тёмно-синего цвета.
 Для повседневного ношения имеется символ медали – планка, обтянутая лентой медали с наложенной металлической накладкой в виде королевской монограммы.

## Галерея

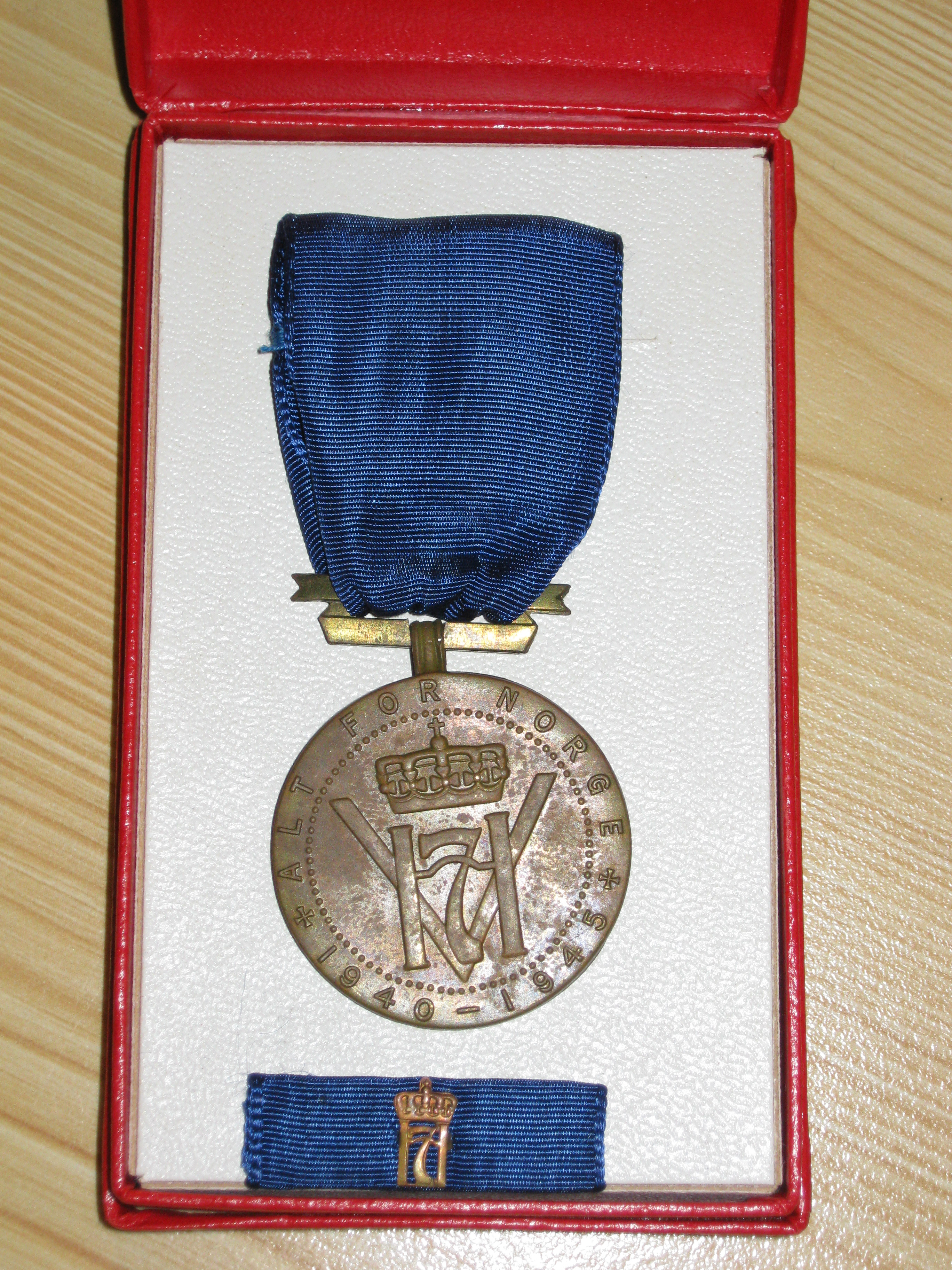
Медаль Свободы в наградной коробке
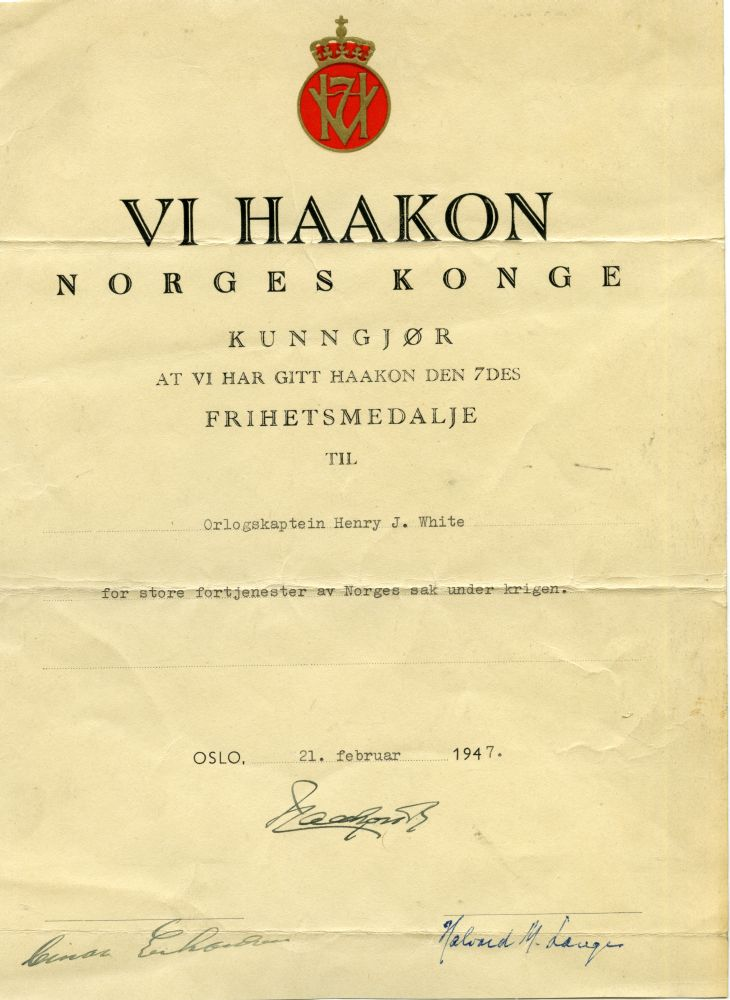
Диплом к медали
Королевская монограмма Хокона VII